# Moje levá noha
Moje levá noha (v anglickém originále My Left Foot) je filmové drama irského režiséra Jima Sheridana, který získal nominaci na Oscara podle autobiografického románu Christy Browna. Snímek obdržel řadu cen, včetně Oscara za herecké výkony hlavních představitelů.

## Děj
Hlavní hrdina Christy Brown (Daniel Day-Lewis) vypráví v retrospektivě svůj příběh dítěte postiženého dětskou mozkovou obrnou, která mu znemožňuje pohyb i běžnou komunikaci, ale nadaného mimořádným uměleckým talentem. Příběh se odehrává v rozmezí třicátých a padesátých letech 20. století v irském Dublinu. Christy, který pochází z chudého prostředí, přes veškeré pochybnosti okolí i své rodiny objevuje své umělecké schopnosti, které postupně realizuje pomocí své levé, "zdravé" nohy. I přes nedůvěru okolí se stává významným malířem, kterého objeví lékařka Eileen Cole (Fiona Shaw), která se specializuje na dětskou obrnu. Přes počáteční váhání se Christimu věnuje se zvyšující se péčí a výsledky. Christiho umělecké výsledky provázejí osobní výpady směrem k ženám z důvodu, že se není schopen vypořádat se svou jinakostí. Později se začne věnovat psaní, jehož výsledkem je autobiografický román Moje levá noha. Ten má na vyžádání lékařka Eileen představit na charitativní akci.

## Produkce
Daniel Day-Lewis, věrný své herecké metodě, zůstával v roli po celou dobu natáčení a pohyboval se na scéně výhradně vlastní sílou nebo na kolečkovém křesle.

## Uvedení
Film měl premiéru 24. února 1989. Celkové náklady filmu činily 600 liber, celosvětově utržil 14,7 milionů liber.

## Obsazení
| Daniel Day-Lewis  | Christy Brown              |
| Brenda Frickerová | matka, Bridget Fagan Brown |
| Ray McAnally      | otec, Patrick Brown        |
| Fiona Shaw        | pečovatelka, Eileen Cole   |
| Kirsten Sheridan  | sestra, Sharon Brown       |

## Přijetí
Film je považován za mimořádné dílo, které především díky hereckým výkonům hlavních představitelů získalo náležitá ocenění. Daniel Day-Lewis a Brenda Frickerová získali za svůj herecký výkon cenu Americké akademie, Oscara. Snímek byl oceněn řadou pozitivních kritik. Vedle Oscarových cen získal Daniel Day-Lewis společně s Rayem McAnallym cenu British Film Awards za herecké výkony. Jim Sheridan byl za film nominován na Oscara také na režii a nejlepší film.